# Љиљанце
Љиљанце је насеље у Србији у општини Бујановац у Пчињском округу. Према попису из 2022. било је 440 становника.

## Демографија
У насељу Љиљанце живи 396 пунолетних становника, а просечна старост становништва износи 37.4 година (35.3 код мушкараца и 39.5 код жена). У насељу има 129 домаћинстава, а просечан број чланова по домаћинству је 4.15.
Ово насеље је у великим делом насељено Србима (према попису из 2002. године), а у последња три пописа, примећен је пад у броју становника.
|  |

| Демографија | Демографија | Демографија |
| Година      | Становника  | Становника  |
| ----------- | ----------- | ----------- |
| 1948.       | 707         |             |
| 1953.       | 713         |             |
| 1961.       | 738         |             |
| 1971.       | 658         |             |
| 1981.       | 577         |             |
| 1991.       | 552         | 548         |
| 2002.       | 535         | 555         |
| 2022.       | 440         |             |

| Етнички састав према попису из 2002.‍ | Етнички састав према попису из 2002.‍ | Етнички састав према попису из 2002.‍ | Етнички састав према попису из 2002.‍ | Етнички састав према попису из 2002.‍ |
| ------------------------------------ | ------------------------------------ | ------------------------------------ | ------------------------------------ | ------------------------------------ |
|                                      |                                      |                                      |                                      |                                      |
| Срби                                 | Срби                                 |                                      | 533                                  | 99,62%                               |
| Украјинци                            | Украјинци                            |                                      | 2                                    | 0,37%                                |

| Година пописа     | 1948. | 1953. | 1961. | 1971. | 1981. | 1991. | 2002. |
| ----------------- | ----- | ----- | ----- | ----- | ----- | ----- | ----- |
| Број домаћинстава | 105   | 109   | 121   | 127   | 126   | 139   | 129   |

| Број чланова      | 1  | 2  | 3  | 4  | 5  | 6  | 7  | 8 | 9 | 10 и више | Просек |
| ----------------- | -- | -- | -- | -- | -- | -- | -- | - | - | --------- | ------ |
| Број домаћинстава | 20 | 16 | 11 | 23 | 25 | 14 | 15 | 2 | 2 | 1         | 4,15   |

| Пол    | Укупно | Неожењен/Неудата | Ожењен/Удата | Удовац/Удовица | Разведен/Разведена | Непознато |
| ------ | ------ | ---------------- | ------------ | -------------- | ------------------ | --------- |
| Мушки  | 212    | 59               | 139          | 14             | 0                  | 0         |
| Женски | 203    | 23               | 138          | 39             | 3                  | 0         |
| УКУПНО | 415    | 82               | 277          | 53             | 3                  | 0         |

| Пол    | Укупно                    | Пољопривреда, лов и шумарство | Рибарство                            | Вађење руде и камена | Прерађивачка индустрија       |
| ------ | ------------------------- | ----------------------------- | ------------------------------------ | -------------------- | ----------------------------- |
| Мушки  | 122                       | 16                            | 0                                    | 0                    | 52                            |
| Женски | 73                        | 31                            | 0                                    | 0                    | 25                            |
| УКУПНО | 195                       | 47                            | 0                                    | 0                    | 77                            |
| Пол    | Производња и снабдевање   | Грађевинарство                | Трговина                             | Хотели и ресторани   | Саобраћај, складиштење и везе |
| Мушки  | 1                         | 7                             | 3                                    | 3                    | 9                             |
| Женски | 0                         | 1                             | 4                                    | 4                    | 1                             |
| УКУПНО | 1                         | 8                             | 7                                    | 7                    | 10                            |
| Пол    | Финансијско посредовање   | Некретнине                    | Државна управа и одбрана             | Образовање           | Здравствени и социјални рад   |
| Мушки  | 0                         | 0                             | 3                                    | 3                    | 3                             |
| Женски | 0                         | 1                             | 2                                    | 0                    | 0                             |
| УКУПНО | 0                         | 1                             | 5                                    | 3                    | 3                             |
| Пол    | Остале услужне активности | Приватна домаћинства          | Екстериторијалне организације и тела | Непознато            | Непознато                     |
| Мушки  | 6                         | 0                             | 0                                    | 16                   | 16                            |
| Женски | 0                         | 0                             | 0                                    | 4                    | 4                             |
| УКУПНО | 6                         | 0                             | 0                                    | 20                   | 20                            |